# Djedbastetiuefanch
Djedbastetiuefanch war ein altägyptischer Wesir der 26. Dynastie, der unter König (Pharao) Psammetich I. amtierte. Bei dem Wesir handelte es sich im Alten Ägypten um das höchste Staatsamt nach dem König. Seit dem Neuen Reich war das Amt zweigeteilt. Djedbastetiuefanch war oberägyptischer Wesir. Er residierte also in Theben. Djedbastetiuefanch ist nur von einer Stele bekannt, die in Abydos gefunden wurde, aber in Achmim hergestellt worden war. Die Stele gehörte dem Sohn des Wesirs, Nespernebu. Die Gemahlin des Wesirs und Mutter des Stelenbesitzers war eine gewisse Taneschet. Der Vater des Wesirs wird auch genannt und heißt Padiaset und war Amunpriester in Karnak. Die Familie stammt also aus Theben. Djedbastetiuefanch trug neben den Wesirstiteln auch den Titel eines Amunpriesters.